# Базеян, Артур
Артур Базеян (род. 26 октября 2000, Ереван) — армянский боксёр. Член сборной Армении по боксу, двукратный призёр чемпионата Европы (2022, 2024), чемпион Армении по боксу (2021). Участник чемпионата мира (2021), Европейских игр (2023) в любителях.